# Lichenopeltella hydrophila
Lichenopeltella hydrophila är en lavart som beskrevs av Rolf Santesson. Lichenopeltella hydrophila ingår i släktet Lichenopeltella, och familjen Microthyriaceae. Arten är reproducerande i Sverige.